# Pokémon Mini
Pokémon mini (яп. ポケモンミニ покэмон мини) — это портативная игровая система, разработанная и выпущенная Nintendo и посвящённая принадлежащей ей медиа-франшизе «Покемон». Она вышла 16 ноября 2001 года в Америке, 14 декабря в Японии и 15 марта 2002 года в Европе. Портативную консоль выпустили с тремя различными вариантами цвета корпуса: Wooper Blue, Chikorita Green и Smoochum Purple. Pokémon mini — самая лёгкая портативная игровая консоль от Nintendo со сменными картриджами: она весит всего 70 граммов.
В Pokémon mini присутствуют часы реального времени, инфракрасный порт для многопользовательской игры, акселерометр и вибратор. В игре Pokémon Channel для Nintendo GameCube присутствуют демоверсии некоторых игр для Pokémon mini — они запускаются на приставке посредством эмуляции. Фанаты, научившиеся программировать консоль, разработали много своих любительских игр для этой системы.

## Список игр
- Pokémon Party mini (яп. ポケモンパーティミニ покэмон па:ти мини) — сборник из различных мини-игр, идущих в комплекте с консолью. Они включают в себя: Hitmonchan's Boxing, где игрок должен трясти консоль, и таким образом заставлять покемона Хитмончана наносить удары, Pikachu's Rocket Start, где Пикачу должен начать бег раньше покемона-соперника, Bellossom's Dance, игра, схожая с Dance Dance Revolution, Chansey's Dribble, где нужно докинуть мяч до финиша как можно быстрее, Slowking's Judge, где нужно угадать, будет ли забит гол в теннисе или нет, Sneasel’s Fakeout, «камень, ножницы, бумага», Battlefield, где от двух до шести игроков соревнуются на наибольшее количество очков, и Celebi's Clock, который служит как часы, календарь и будильник.

Скриншот Pokémon Pinball mini

- Pokémon Pinball mini (яп. ポケモンピンボールミニ покэмон пимбо:ру мини) — игра в жанре пинбол с несколькими уровнями.
- Pokémon Puzzle Collection (яп. ポケモンパズルコレクション покэмон падзуру корэкусён) — сборник различных игр-головоломок по «Покемону».
- Pokémon Zany Cards (яп. ポケモンアニメカード大作戦 покэмон анимэ ка:до дайсакусэн) — сборник из четырёх карточных игр.
- Pokémon Tetris (яп. ポケモンショックテトリス покэмон сёкку тэторису): «Тетрис» с покемонами; вышла только в Японии и в Европе.
- Pokémon Puzzle Collection vol. 2 (яп. ポケモンパズルコレクションVol.2 покэмон падзуру корэкусён vol. 2) — сборник игр-головоломок, продолжение Pokémon Puzzle Collection. Вышла только в Японии.
- Pokémon Race mini (яп. ポケモンレースミニ покэмон рэ:су мини) — игра в жанре гонки, где нужно играть за Пикачу.
- Pichu Bros. mini (яп. ピチューブラザーズミニ питю: бурадза:дзу мини) — сборник из нескольких мини-игр наподобие Pokémon Party mini.
- Togepi's Great Adventure (яп. トゲピーのだいぼうけん тогэпи: но дайбо:кэн) — компьютерная игра в жанре квест, где игрок должен вывести Тогепи из башни. Вышла только в Японии.
- Pokémon Breeder mini (яп. ポケモンそだてやさんミニ покэмон содатэя-сан мини) — игра в жанре тамагочи, где игрок заботится о покемоне. Вышла только в Японии.

Pokémon Party mini, Pokémon Zany Cards и Pichu Bros. mini разработала фирма Denyusha, а остальные — Jupiter.